# セーヌ川の身元不明少女

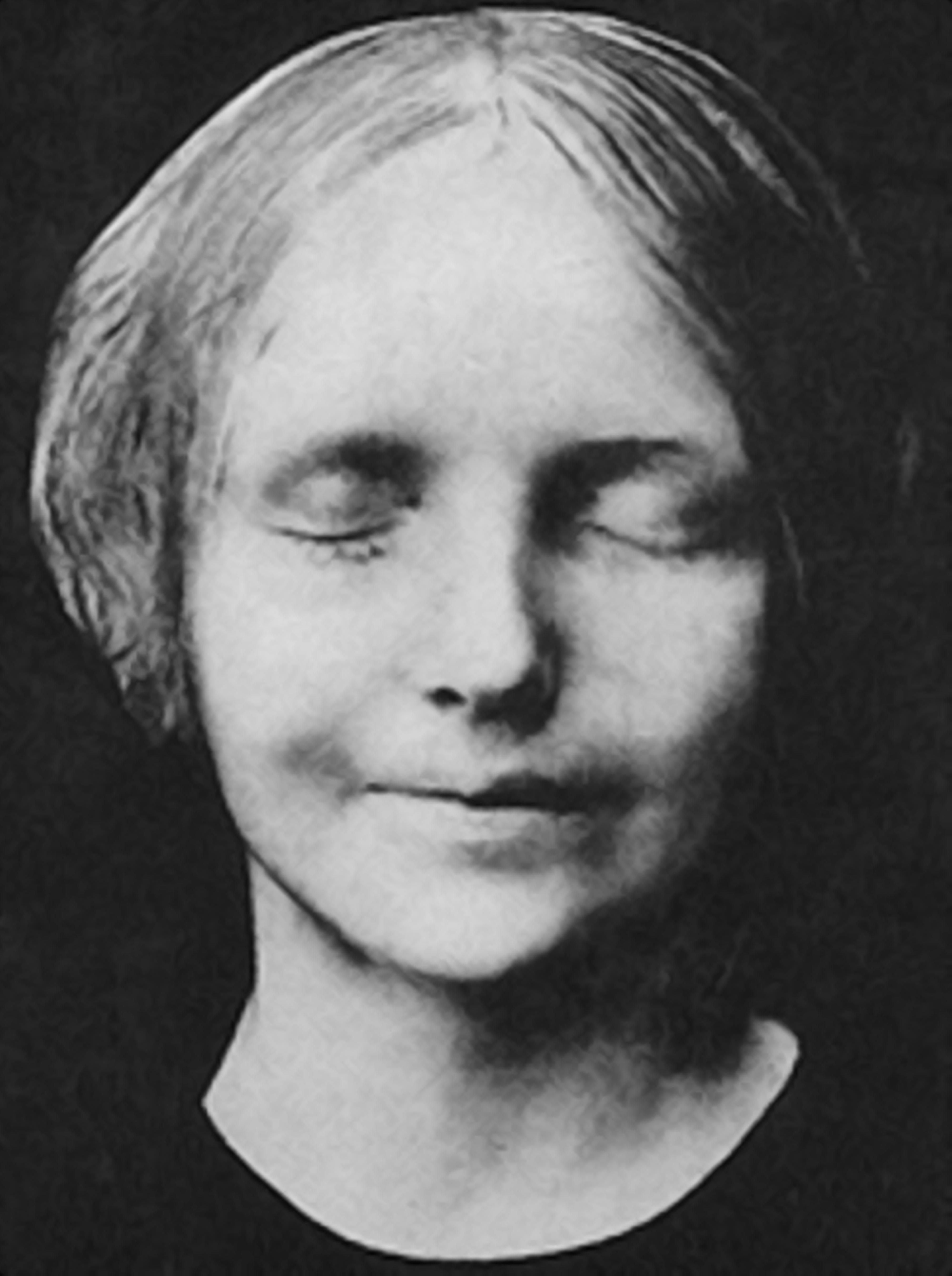
身元不明少女のデスマスク

セーヌ川の身元不明少女（セーヌがわのみもとふめいしょうじょ、仏: l'Inconnue de la Seine）は、セーヌ川から溺死体で見つかった身元不明の少女。1900年以降の芸術家の家では、少女のデスマスクを壁に飾ることが流行になった。彼女の顔姿は数多くの文芸作品の題材になった。

## 経緯
しばしば繰り返される物語によると、1880年代の終わりごろ、セーヌ川のルーブル河岸から一人の少女の遺体が引き上げられた。その遺体には暴行の痕跡がなかったことから、自殺と考えられた。パリの死体安置所の病理学者は、彼女の美貌に心打たれ、型工を呼んで石膏のデスマスクを取らせた。別の記述によると、そのマスクはドイツのあるマスク製造業者の娘から取ったものだという。この娘の身元はついに判明しなかった。
デスマスクの型を取った型工は、ロレンジ一族のモデル製造業者の者だと信じられている。ロレンジ一族の一人であるクレール・フォレスティエは、このモデルは型を取ったときには死んでいなかったと考えている。フォレスティエは一族のモデル工房で働いているが、川から引き上げられた死体は通常これほど明瞭な容貌を保っていることはないと述べている。また、肌の引き締まり具合から、このモデルの年齢は16歳を越えることはないと推定している。
これに続く数年のうちに、数多くの複製品が作られた。そうした複製品は、あっという間にパリのボヘミアン集団において時代の先端を取り入れた不気味な内装品として使われるようになった。その後もアルベール・カミュほか多くの者が、彼女の謎めいた微笑をモナリザの微笑になぞらえ、彼女の人生、死、そして何者であったのかについて、その不気味なまでに幸せそうな表情が物語ることに関して多くの憶測を示した。
複製品が広まるにつれ、この姿形の評判は芸術メディアの歴史に関係してくるようになる。オリジナルの型が写真撮影され、そのフィルムのネガから新しい型が作られた。これらの新しい型には、水から引き上げられた死体には通常残らないような細かい造形が表現されていたが、型にこうした細かい造形が明瞭に残っていたために、ますます信憑性を高めることになった。
批評家アル・アルヴァレスは自殺に関する著書 "The Savage God" の中でこう記している：「ドイツでは、ある世代の女子まるごと全員が彼女の外見を手本としたと言う」。サセックス大学のハンス・ヘッセは「ちょうど1950年代にブリジット・バルドーがそうであったのと同じように、この身元不明少女はその時代のエロティックな理想像になった。彼はドイツの女優エリーザベト・ベルクナーも彼女を手本にしたとアルヴァレスは考えている。少女はグレタ・ガルボによってようやく規範の座を取って代わられた」と述べている。

## 芸術における身元不明少女

### 英文学における身元不明少女
最も早くに言及されたのは、リチャード・ル＝ガリエンの1900年の短編小説 "The Worshipper of the Image" に見て取れる。ここでは、イギリス人の詩人がマスクに恋をしたために、娘が死に、妻が自殺に至る。

### ドイツ文学における身元不明少女
ライナー・マリア・リルケの小説「マルテの手記」（1910年）の主人公の回想シーンで登場する。
1926年にはエルンスト・ベンカルドが126個のデスマスクについての著書 "Das letzte Antlitz" を著した。この中で身元不明少女について、「彼女は繊細な蝶のようだ。のんきで爽やかで、生命のランプに向かってまっすぐ羽ばたいて飛び込み、そのきゃしゃな羽を焦がす。」と述べている。
ラインホルト・コンラート・ムシュラーの1934年のベストセラー小説 "Die Unbekannte" では、孤児マデライン・ラヴィンが英国の外交官トーマス卿と恋に落ち、ロマンスの果てに捨てられてセーヌ川に身を投げるという感傷的な物語が語られる。この小説は1936年に同名のタイトルで映画化された。
このほか、
- ヘルタ・パウリの1931年の作品 "L'Inconnue de la Seine"
- エーデーン・フォン・ホルヴァートの1934年の戯曲 "L'Inconnue de la Seine" - これはホルヴァートの友人ヘルタ・パウリの小説を元にしている。
- クレア・ゴルの1936年の短編小説 "Die Unbekannte aus der Seine" では主人公がデスマスクを凝視したあげく自身の娘の顔と信じこんで、幻覚と罪の意識から心臓発作を起こして死ぬ。

### ロシア文学における身元不明少女
ウラジーミル・ナボコフの1934年のロシア語の詩 "L'Inconnue de la Seine" は1934年に刊行された。この詩は、マスクがロシアの伝承ルサールカと大いに関係あるかのごとく書かれているとして議論を呼んだ。

### アメリカ文学における身元不明少女
チャック・パラニュークの小説 "Haunted" で身元不明少女について書かれている。ここでは彼女は「ブリーザー・ベティー」と呼ばれている。
ジョン・ストレイリの1999年のミステリー小説 "The Angels Will Not Care" では、"L'Inconnue de la Seine"という名のクラブが登場する。

### フランス文学における身元不明少女
実際にマスクを所有していたモーリス・ブランショは、彼女を「目を閉じた若い娘、彼女はくつろいだ安らかな笑顔によって生き生きとしている……幸せの絶頂の瞬間に溺れたと言われても信じてしまうだろう。」と記している。
ルイ・アラゴンの1944年の小説 "Aurelien" では、さまざまな写真からマスクを再現しようと試みる主要な登場人物の一人として、身元不明少女が重要な役割を演じる。1960年代の初めには、マン・レイがこの作品の新版に写真を寄稿している。

## 心肺蘇生法の訓練人形
この身元不明の少女の顔は、心肺蘇生法の訓練用マネキン「レサシアン」に使われた。このマネキンは1958年にピーター・セイファーおよびアズムント・レーダルによって作られ、1960年以降数多くの心肺蘇生法の講習会で使われた。
このため、この顔は「史上もっともキスされた顔」と言われる。